# ژاگوبیتسا
ژاگوبیتسا (به صربی: Žagubica) یک شهرستان در صربستان است که در ناحیه برانیچوو واقع شده‌است. ژاگوبیتسا ۳۱۴ متر بالاتر از سطح دریا واقع شده‌است.

## خواهرخوانده
شهر پیوترکوف تربونالسکی خواهرخواندهٔ ژاگوبیتسا هست.